# Шаферова, Людмила Александровна
Людми́ла Алекса́ндровна Шаферова (14 сентября 1921, Петроград — 26 февраля 2010) — советский и российский историк-медиевист, доктор исторических наук (1991), профессор кафедры всеобщей истории Красноярского государственного педагогического университета им. В. П. Астафьева.

## Биография
Училась в Ленинградском государственном педагогическом институте им. А. И. Герцена и окончила его в 1947 году.
Обучение было прервано после второго курса Великой Отечественной войной. Во время блокады Ленинграда совместно с другими студентами участвовала в постройке защитных укреплений, и сбрасывала зажигалки с крыш. Отец погиб во время блокады, а саму Людмилу Александровну эвакуировали, после чего она работала в тылу учительницей на разгрузке зерна в совхозе.
В 1951 году Шаферова защищает кандидатскую диссертацию на тему «Развитие социально-экономического строя Сербии в XIII-XIV веках» и начинает работать на историко-филологическом факультете Красноярского государственного педагогического института. С 1959 по 1969 год Людмила Александровна была деканом историко-филологического факультета Красноярского государственного педагогического института.
Среди научных интересов Людмилы Александровны средневековая балканистика, социально-экономическое развитие Сербии в Средние века, развитие городского земвлевладения. В 1970-е годы работает над темой средневековых городов Сербии, участвует в полемике о природе средневековых городов, пишет статьи по вопросам средневековья на Балканах. В дальнейшем, обобщая накопленный материал по этой теме Шаферова написала монографию «Города сербского средневекового государства».
Муж Дмитрий Арсеньевич Васильев (1910—1985) — кандидат исторических наук, доцент. Сын Александр Дмитриевич Васильев (р. 1954) — доктор филологических наук, профессор.

## Награды
- медаль «За оборону Ленинграда»
- 1991 год — знак «Житель блокадного Ленинграда»
- 2001 год — Почётный работник высшего профессионального образования Российской Федерации (приказ № 9 от 28 ноября[2]
- 2009 год — Почетный профессор Красноярского государственного педагогического университета[2].

## Публикации
Всего перу Людмилы Александровны принадлежит более 50 трудов. Первая её публикация вышла только в 1957 г. — «Сербское королевство в XIII — первой половине XIV века».
- Хрестоматия по истории Средних веков : [в 3 т.] / М-во образования Рос. Федерации, Краснояр. гос. пед. ун-т; [сост. Л. А. Шаферова]. — Красноярск, 2003—2007. — 3 т.
- Хрестоматия по позднему Средневековью и раннему Новому времени : учебное пособие. Т. 3. / сост. Л. А. Шаферова. — Красноярск : КГПУ им. В. П. Астафьева, 2007. — 372 с.
- Шаферова Л. А. Некоторые аспекты эволюции управления Сербским средневековым государством (вторая половина XII—XIV в.) // Вопросы истории славян. — Воронеж, 2004. — Вып. 16. — С. 65 — 83[7].
- Шаферова Л. А. Котор XII — начала XV веков: Социально-экономические отношения южнодалматинского города. Красноярск, 1990[8].
- Шаферова Л. А. Города Сербского средневекового государства. XII — первая половина XV вв. Красноярск, 2002[8].
- Шаферова Л. А. Ранний далматский город //Проблемы социальной истории и культуры средних веков и раннего нового времени. — 2001. — №. 3. — С. 164—182.
- Попова Т. А., Шаферова Л. А. История западных и южных славян в Средние века и раннее Новое время. — Красноярский гос. пед. ун-т им. ВП Астафьева, 2008.
- Шаферова Л. А., Чернова М. А. Аграрные отношения в Сербском средневековом государстве в XII-первой половине XV вв. — Красноярский государственный педагогический университет им. ВП Астафьева, 2009.
- Шаферова Л. А. История средних веков : курс лекций: в 2 ч. / под ред. А. Г. Канаева. — Красноярск : КГПУ, 2019. — Ч. 1 : Раннее и развитое Средневековье. — 284 с.
- Шаферова Л. А. Французская деревня и вотчина : пособие по спецсеминару — КГПИ, 1989. — 80 с.
- Шаферова Л. А. Европейский город в раннее Средневековье (V—XI в.в.) : учебное пособие — Красноярск : изд-во КГПУ, 1994. — 36 с.
- Шаферова Л. А. Воспоминания — Красноярск, 2014. — 60 с.